# Thomas Heiniger (Badminton)
Thomas Heiniger (* 19. April 1990) ist ein Schweizer Badmintonspieler. 

## Karriere
Thomas Heiniger wurde 2014 erstmals nationaler Meister in der Schweiz. Zuvor hatte er bereits fünf Juniorentitel gewonnen. Bei den europäischen Hochschulmeisterschaften gewann er 2011 Bronze, bei den Slovak International 2013 belegte er Rang drei. Sein Heimatland repräsentierte er als Nationalspieler beim Sudirman Cup 2013 und bei der Badminton-Mannschaftseuropameisterschaft 2014.